# William Vertue
William Vertue (muerto en 1527) fue un arquitecto inglés de estilo Tudor, especialista en la bóveda de abanico.
Junto con su hermano Robert Vertue intervino en la construcción de la Torre de Londres (1501–1502), en la Abadía de Bath (a propósito de la cual, en una carta, los hermanos Vertue dijeron al obispo Oliver King, que encargaba ese trabajo, que su bóveda no tendría igual ni en Inglaterra ni en Francia) y las bóvedas, muros y ventanas del claristorio de la Capilla de Enrique VII en la abadía de Westminster (entre 1506 y 1509, aunque Robert Virtue murió entre tanto, y William no fue el único responsable de la finalización de las obras).
Asesoró a John Wastell sobre el diseño de la bóveda de abanico de la capilla del King's College de Cambridge.
Su último trabajo conocido fue la bóveda de abanico sobre el crucero de la capilla de San Jorge del Castillo de Windsor, terminada en 1528, un año después de su muerte.

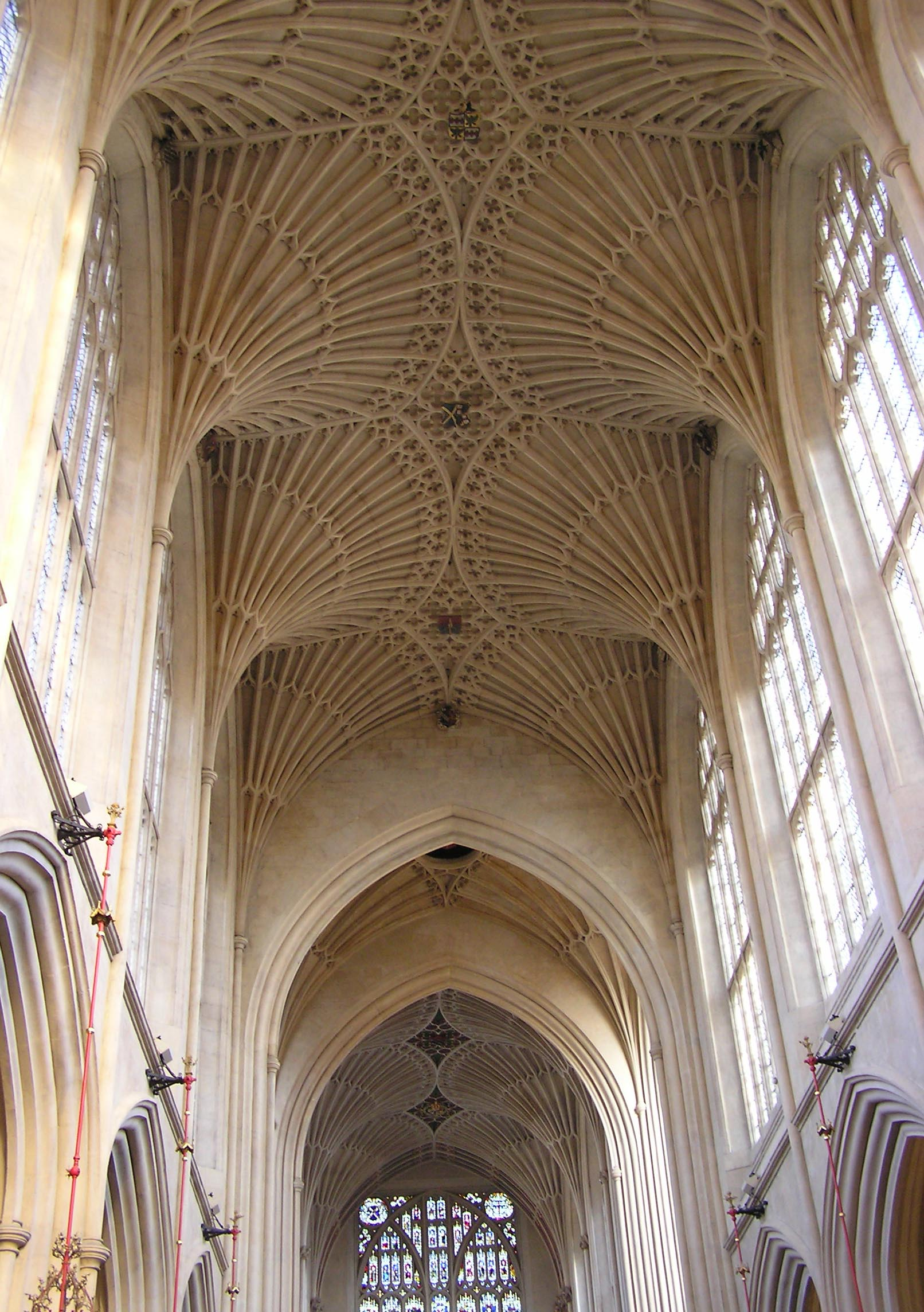
Abadía de Bath. La bóveda de Virtue está al fondo, las más cercanas son una copia victoriana de Sir George Gilbert Scott
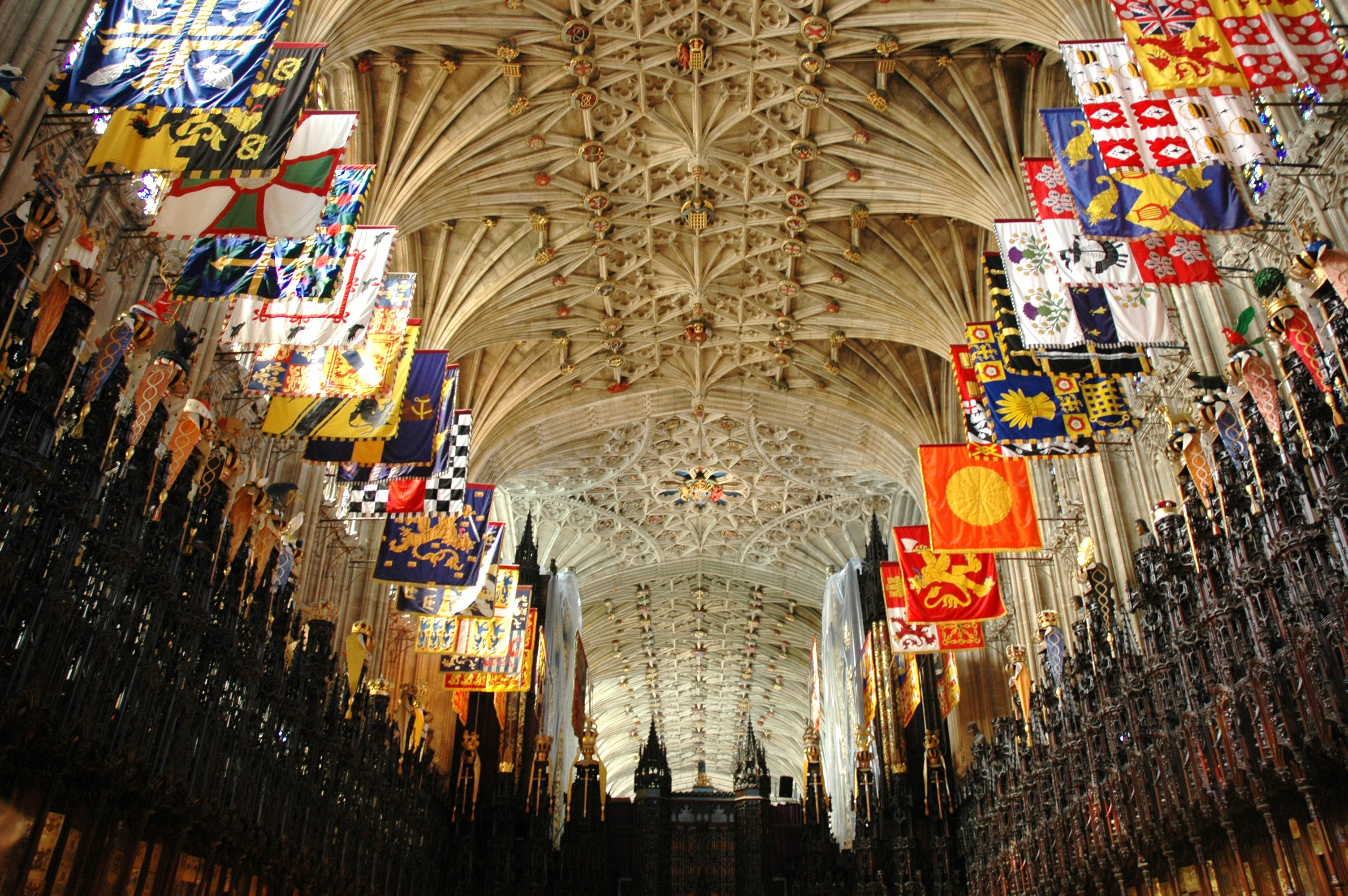
Capilla de San Jorge del Castillo de Windsor. La bóveda de abanico de Vertue es la del crucero.
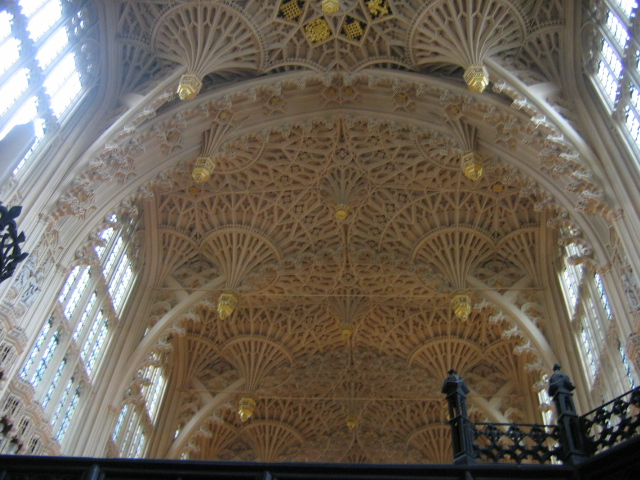
Capilla de Enrique VII, bóveda principal.
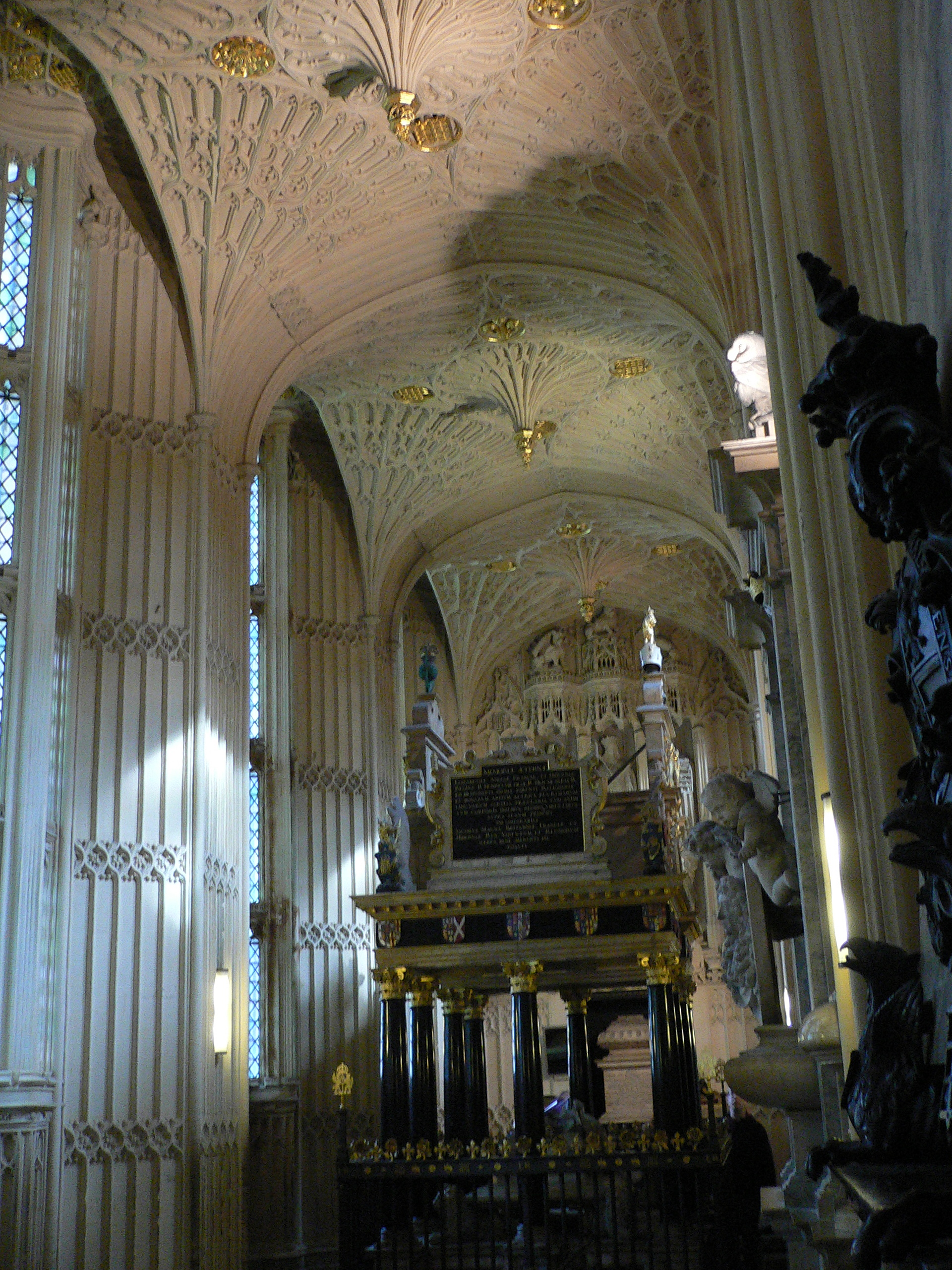
Ídem, aisle vault.
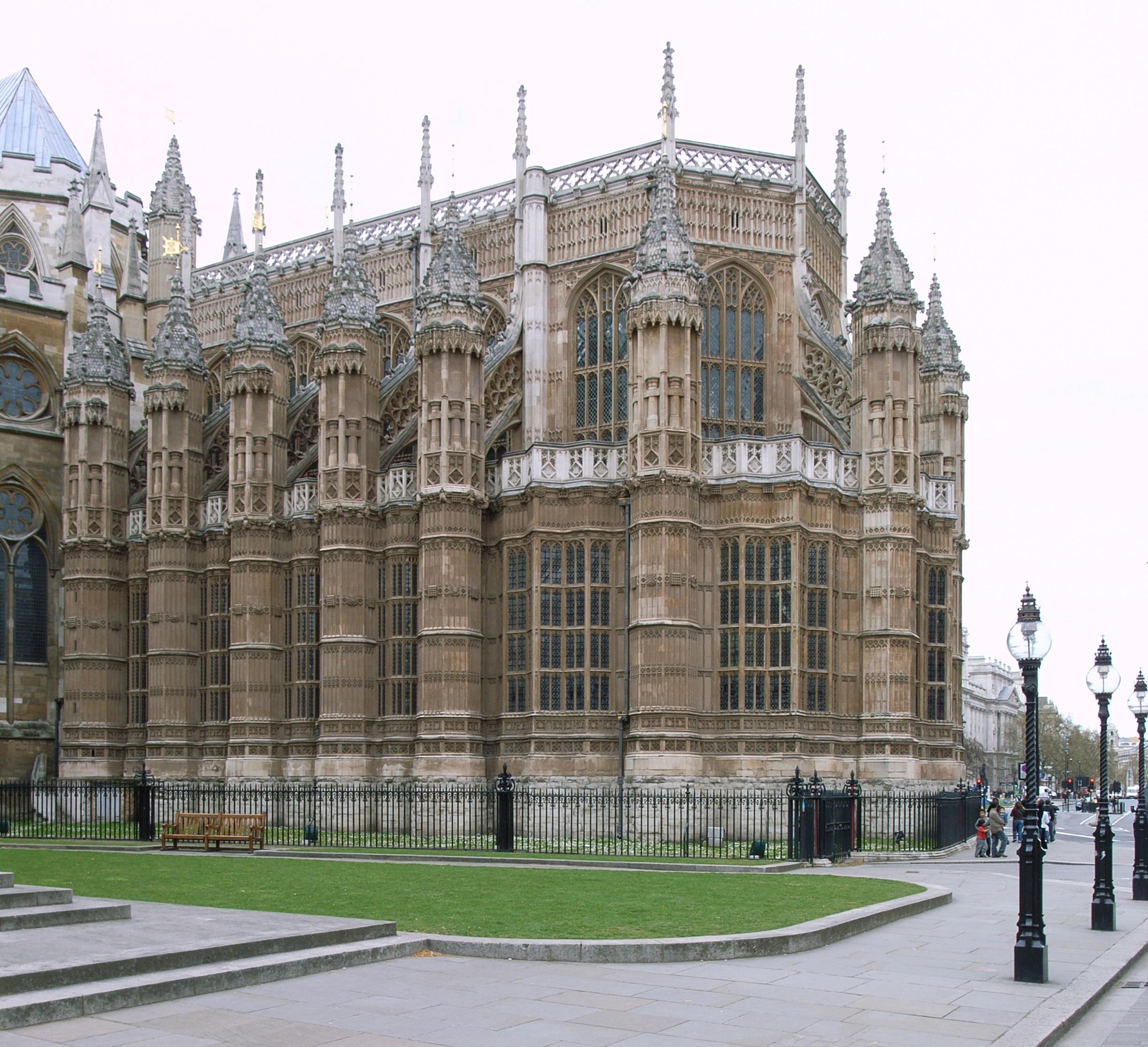
Ídem, exterior sureste.
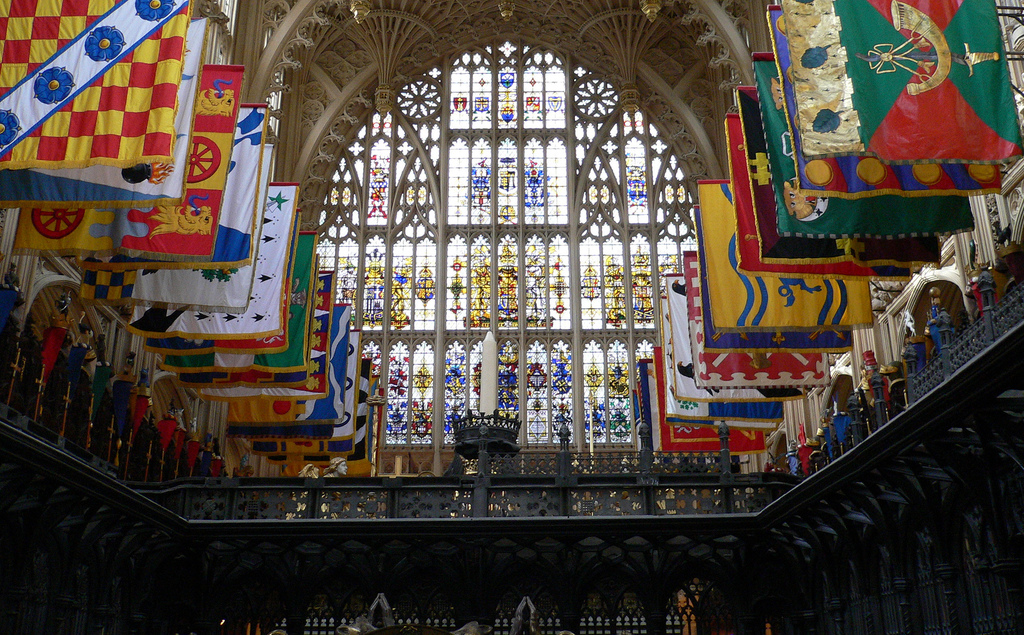
Ídem, interior hacia el oeste.